# Dipsas andiana
Espèce
Statut de conservation UICN

 NT  : Quasi menacé
Synonymes
- Leptognathus andiana Boulenger, 1896

Dipsas andiana  est une espèce de serpents de la famille des Dipsadidae.

## Répartition
Cette espèce est endémique de l'Ouest de l'Équateur. Elle se rencontre jusqu'à 1 040 m d'altitude.

## Description
L'holotype de Dipsas andiana mesure 255 mm dont 60 mm pour la queue. Cette espèce a la face dorsale jaunâtre et présente de fines lignes longitudinales interrompu de couleur noire et de grandes taches noires elliptiques cerclées de blanc. Sa tête est ornée du grande tache en forme de fer à cheval inversé. Sa face ventrale est uniformément blanche.

## Publication originale
- Boulenger, 1896 : Catalogue of the snakes in the British Museum. London, Taylor & Francis, vol. 3, p. 1-727 (texte intégral).